# Sopot Festival 1977
Sopot Festival 1977 – 17. edycja Międzynarodowego Festiwalu Piosenki i zarazem 1. edycja Międzynarodowego Festiwalu Interwizji. Wydarzenie miało miejsce w Operze Leśnej w dniach 24–27 sierpnia 1977 roku. Premierową edycję Interwizji prowadzili Irena Dziedzic, Marek Gaszyński i Jacek Bromski. Wygrała reprezentująca Czechosłowację Helena Vondráčková z piosenką „Malovaný džbánku”.

## Grand Prix
Nagrodę „Grand Prix Festiwalu Interwizji” otrzymała Helena Vondráčková z Czechosłowacji, która zaśpiewała piosenkę „Malovaný džbánku”. Natomiast w konkursie wytwórni fonograficznych, wyróżnieniem „Grand Prix du Disque” uhonorowana została polska piosenkarka Zdzisława Sośnicka, która przedstawiła interpretację utworów „Jeden świat” i „Kochać znaczy żyć”.

## Konkurs płytowy (półfinał)
|    | Kraj            | Język     | Wykonawca                | Tytuł            | Wytwórnia        | Miejsce | Punkty |
| -- | --------------- | --------- | ------------------------ | ---------------- | ---------------- | ------- | ------ |
| 01 | Szwajcaria      |           | Andreas Hauff            | „Jezebel”        | Pick Records     | 5       | 12     |
| 02 | Polska          | polski    | Zdzisława Sośnicka       | „Jeden świat”    | Polskie Nagrania | 1       | 24     |
| 03 | Wielka Brytania | angielski | Lips                     | „Hubble, Bubble” | MCA              | 3       | 16     |
| 04 | Francja         |           | Enriqué                  |                  | Barclay          | 9       | 4      |
| 05 | Francja         |           | Serge Mazzere            |                  | Pathé-Marconi    | 10      | 2      |
| 06 | Kuba            |           | Maria Christina Martinez |                  | Areito           | 4       | 14     |
| 07 | Szwecja         |           | Greta and Malou          |                  | Safir            | 7       | 8      |
| 08 | Turcja          |           | Erol Evgin               |                  | Rounex           | 6       | 10     |
| 09 | Turcja          | turecki   | Ayla Algan               |                  | Coşkun           | 2       | 20     |
| 10 | ZSRR            | rosyjski  | Nikołaj Sołowiow         |                  | Miełodija        | 8       | 6      |

## Finał (dzień międzynarodowy)
|    | Kraj           | Język             | Wykonawca                        | Tytuł                              | Miejsce | Punkty |
| -- | -------------- | ----------------- | -------------------------------- | ---------------------------------- | ------- | ------ |
| 01 | Węgry          | węgierski         | Kati és a Kerek Perec            | „Egy dal neked”                    | 14      | 20     |
| 02 | ZSRR           | rosyjski          | Roza Rymbajewa                   | „Озарение”                         | 6       | 38     |
| 03 | Bułgaria       | bułgarski         | Biser Kirow                      | „В моя сън”                        | 12      | 23     |
| 04 | Kuba           | hiszpański        | Farah María                      | „El recuerdo de aquel largo viaje” | 2       | 150    |
| 05 | Węgry          | węgierski         | Kati Kovács                      | „Elegy”                            | 16      | 8      |
| 06 | Hiszpania      | hiszpański        | Nubes Grises                     | „Marinero”                         | 18      | 5      |
| 07 | Czechosłowacja | czeski            | Helena Vondráčková               | „Malovaný džbánku”                 | 1       | 174    |
| 08 | Bułgaria       | bułgarski         | Lili Iwanowa                     | „Хризантеми”                       | 4       | 112    |
| 09 | Czechosłowacja | czeski            | Jiří Korn                        | „Jak se člověk mýlí”               | 13      | 22     |
| 10 | Finlandia      | fiński            | Kirka                            | „Neidonryöstö”                     | 15      | 18     |
| 11 | Hiszpania      | hiszpański        | José Vélez                       | „Romántica”                        | 17      | 4      |
| 12 | Jugosławia     | serbsko-chorwacki | Oliver Dragojević                | „Majko, da li znaš”                | 8       | 31     |
| 13 | Kuba           | hiszpański        | Louis Pedro Ferrer               | „Son de la suerte esdrújula”       | 7       | 36     |
| 14 | NRD            | niemiecki         | Frank Schöbel                    | „O Lady”                           | 5       | 39     |
| 15 | NRD            | niemiecki         | Kreis                            | Doch ich wollt es wißen            | 10      | 25     |
| 16 | Polska         | polski            | Maryla Rodowicz                  | „Kolorowe jarmarki”                | 11      | 24     |
| 17 | Polska         | polski            | Czerwone Gitary                  | „Nie spoczniemy”                   | 3       | 126    |
| 18 | Rumunia        | rumuński          | Olimpia Panciu i Marius Țeicu    | „Niciodată nu e prea târziu”       | 9       | 27     |
| 19 | Rumunia        | rumuński          | Angela Similea                   | „Nici tu, nici eu”                 | 17      | 7      |
| 20 | ZSRR           | rosyjski          | Władimir Migula i Roza Rymbajewa | „Ave Maria”                        | 11      | 24     |

## Jury
- Polska: J. Krzyżanowski, J. Gruza, Z. Napierała, J. Milan, D. Retelski, R. Waschko
- Rumunia: Titus Muntenau
- Bułgaria: Mladen Mladenow, Georgi Ganew
- Węgry: András Kalmár, András Mikle
- Czechosłowacja: Jiří Malásek
- ZSRR: W.S. Szalaszow, Jurij Soulski
- Finlandia: Jarmo Porola, Raimo Henrikson
- Grecja: Takis Cambas
- Kuba: Manuel Riffat, Antonio Fomo
- NRD: Lothar Neugebauer, Heinzy Peter Hofmann
- Holandia: Harry de Groot
- Wielka Brytania: David Finch
- Portugalia: Thilo Krasmann
- Turcja: Erkan Özerman
- Hiszpania: Luis de los Ríos

|                                                            | Głosy w finale                      |     |    |    |    |                |    |           |        |      |    |          |                 |            |        |           |    |
| PUNKTY                                                     | Razem                               |     |    |    |    | Czechosłowacja |    | Finlandia | Grecja | Kuba |    | Holandia | Wielka Brytania | Portugalia | Turcja | Hiszpania |    |
| Uczestnicy                                                 | Węgry (Kati és a Kerek Perec)       | 20  | –  | 3  | –  | 12             | 5  | –         | –      | –    | –  | –        | –               | –          | –      | –         | –  |
| Uczestnicy                                                 | ZSRR (Roza Rymbajewa)               | 38  | 6  | 1  | 3  | 2              | –  | 12        | 5      | –    | –  | –        | –               | 3          | 2      | 3         | 1  |
| Uczestnicy                                                 | Bułgaria (Biser Kirow)              | 23  | –  | 5  | 6  | –              | –  | –         | –      | 6    | –  | 6        | –               | –          | –      | 6         | –  |
| Uczestnicy                                                 | Kuba (Farah Maria)                  | 150 | 8  | 8  | 8  | 8              | 10 | 8         | 8      | 10   | 12 | 8        | 10              | 10         | 10     | 10        | 10 |
| Uczestnicy                                                 | Węgry (Kati Kovács)                 | 8   | –  | 2  | 0  | –              | 4  | 2         | 0      | –    | –  | –        | –               | –          | –      | –         | –  |
| Uczestnicy                                                 | Hiszpania (Nubes Grises)            | 5   | –  | 0  | –  | 0              | –  | 0         | –      | –    | 5  | –        | –               | –          | –      | –         | –  |
| Uczestnicy                                                 | Czechosłowacja (Helena Vondráčková) | 174 | 10 | 10 | 10 | 10             | 12 | 10        | 10     | 12   | 10 | 10       | 12              | 12         | 12     | 12        | 12 |
| Uczestnicy                                                 | Bułgaria (Lili Iwanowa)             | 112 | 7  | 6  | 12 | 6              | 7  | 6         | 6      | 7    | 7  | 6        | 7               | 7          | 7      | 7         | 7  |
| Uczestnicy                                                 | Czechosłowacja (Jiří Korn)          | 22  | 4  | –  | –  | 3              | 6  | –         | –      | –    | –  | 2        | 3               | 1          | –      | –         | –  |
| Uczestnicy                                                 | Finlandia                           | 18  | –  | –  | –  | –              | –  | –         | 12     | 3    | –  | 2        | 4               | –          | –      | –         | –  |
| Uczestnicy                                                 | Hiszpania (José Vélez)              | 4   | –  | –  | –  | –              | –  | –         | –      | –    | 4  | –        | –               | –          | –      | –         | –  |
| Uczestnicy                                                 | Jugosławia                          | 31  | –  | 4  | 5  | 4              | –  | –         | –      | 5    | 3  | –        | –               | –          | 5      | –         | 5  |
| Uczestnicy                                                 | Kuba (Louis Pedro Ferrer)           | 36  | –  | –  | –  | –              | –  | –         | –      | 2    | –  | 1        | –               | –          | –      | –         | 6  |
| Uczestnicy                                                 | NRD (Frank Schöbel)                 | 39  | 3  | –  | –  | –              | 3  | –         | 2      | –    | –  | 12       | 6               | –          | –      | –         | 3  |
| Uczestnicy                                                 | NRD (Kreis)                         | 25  | 2  | –  | –  | –              | 2  | –         | 1      | –    | –  | 5        | 5               | –          | –      | –         | 2  |
| Uczestnicy                                                 | Polska (Maryla Rodowicz)            | 24  | 1  | –  | 1  | –              | 1  | –         | 3      | –    | 1  | 4        | 2               | 1          | –      | 1         | 4  |
| Uczestnicy                                                 | Polska (Czerwone Gitary)            | 126 | 12 | 7  | 7  | 7              | 8  | 7         | 7      | 8    | 8  | 7        | 8               | 8          | 8      | 8         | 8  |
| Uczestnicy                                                 | Rumunia (Olimpia Panciu)            | 27  | –  | 12 | 4  | 5              | –  | 1         | –      | –    | –  | –        | –               | –          | 4      | 5         | –  |
| Uczestnicy                                                 | Rumunia (Angela Similea)            | 7   | –  | –  | –  | –              | –  | –         | –      | –    | –  | –        | –               | –          | 3      | 4         | –  |
| Uczestnicy                                                 | ZSRR (Władimir Migula)              | 24  | –  | –  | 2  | 1              | –  | 5         | 4      | –    | –  | –        | –               | –          | 1      | 2         | –  |
| Kraje w tabeli są uporządkowane w kolejności występowania. |                                     |     |    |    |    |                |    |           |        |      |    |          |                 |            |        |           |    |